# Animali fantastici e motivi decorativi fitomorfici
Il mostro marino con testa di cane e il mostro marino con testa di leone sono due portacandela posti sul coro della basilica di Santa Maria Maggiore di Bergamo.

## Storia
Pietro Bussolo, milanese di nascita, dopo aver trascorso alcuni anni nella sua città natale, alla fine del XV secolo si trasferì a Bergamo dove lavorò per la realizzazione di numerose opere sia nella città che sul territorio della Val Seriana, alcune non più reperibili.
Si trasferì poi a Salò per realizzare alcuni lavori importanti come l'ancona per il duomo. Visse poi un periodo a Milano dove non vengono però registrati suoi lavori. Un contratto di affitto lo segnala abitante in San Babila, periodo però che lo vide in gravi ristrettezze economiche tanto da essere incarcerato alla Malastalla per insolvenza. La scena artistica degli intagliatori a Milano vedeva molto attivi quelli che erano stati i suoi allievi, i Da Corbetta. Fece quindi ritorno, ormai anziano, nella città orobica nella seconda decina del XVI secolo.
L'ultimo suo lavoro lo realizzò per la basilica di Santa Maria Maggiore su commissione del consorzio della Misericordia Maggiore per il coro della chiesa mariana, coro che richiese l'intervento di molti importanti artisti del tempo. Il consorzio della Misericordia registra la realizzazione di un unum canem ligneum nucis e unum monstrum marinum ligneum cum facie leonis, vi è anche un terzo accenno a un altro ornamento che probabilmente non fu mai realizzato forse proprio per la morte dell'artista. La registrazione di pagamenti per un Pietro de' Bussi, lo fece identificare già dal Tassi nel medesimo artista che aveva realizzato le decorazioni nel 1497 dell'organo della basilica.

## Descrizione
I due ornamenti furono locati sulla cornice del coro della basilica successivamente. Non sono certo la parte più importante del coro che ha richiesto il lavoro di molti artisti, sia per gli stalli come il Lotto e il Previtali per i disegni, il teologo Girolamo Terzi per la raffigurazione iconografica, il Capoferri per la realizzazione degli stalli e dei coperti, e di moltissimi intagliatori per la struttura, tra questi anche l'allievo del Bussolo Donato Prestinari.
La struttura del coro subì nel tempo alcune modifiche ma i due lavori del Bussolo sono di facile individuazione, hanno le caratteristiche di alta qualità delle opere tarde dell'artista, dove il morbido modellato con il garbo dei due soggetti pur definiti mostri sono peculiarità quasi uniche..